# Korjažma
Korjažma (rusky Коряжма) je město v Archangelské oblasti v Ruské federaci. Při sčítání lidu v roce 2010 měla bezmála čtyřicet tisíc obyvatel.

## Poloha
Korjažma leží na levém, jižním břehu Vyčegdy, pravého přítoku Severní Dviny. Od Archangelsku, správního střediska oblasti, je vzdálena přibližně 635 kilometrů jihovýchodně. Nejbližší města jsou Solvyčegodsk přibližně 12 kilometrů západně po proudu Vyčegdy a Kotlas přibližně 30 kilometrů západně po proudu Vyčegdy.

## Dějiny
Korjažma vznikla v roce 1535 se založením Nikolo-Korjažemského kláštera.
V roce 1956 se Korjažma stala sídlem městského typu a 15. srpna 1985 městem.

## Historická galerie

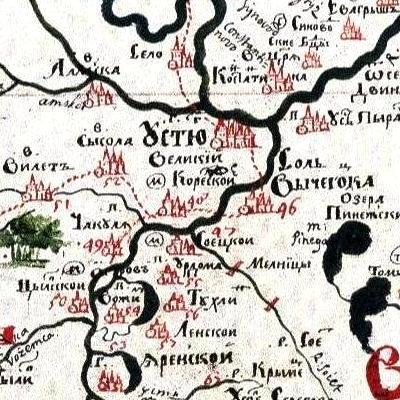
Nikolo-Korjažemský klášter na obrázku z roku 1701
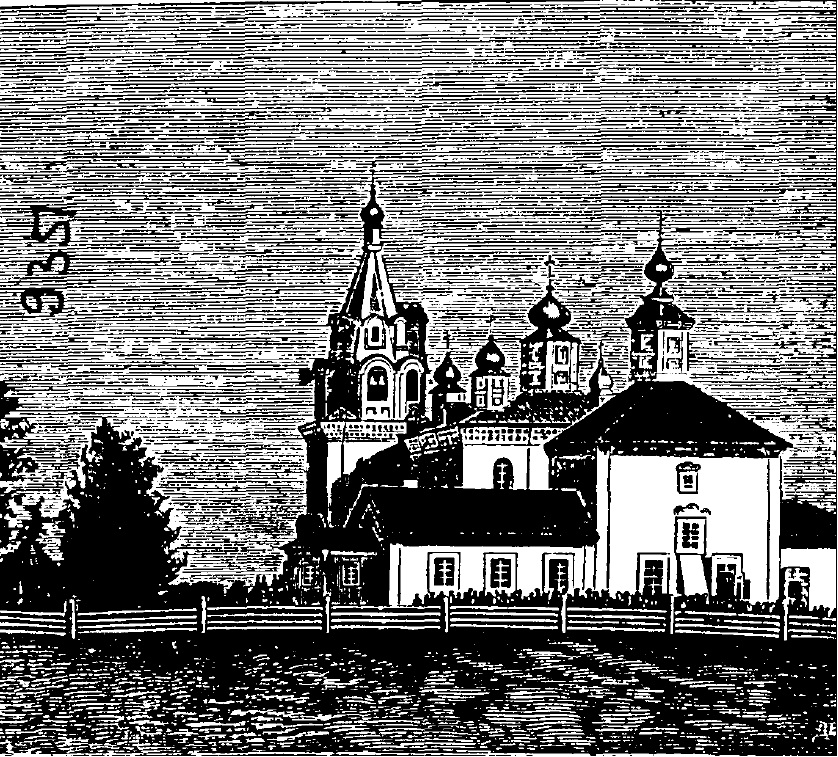
Pohled na Korjažemský klášter, rok 1903
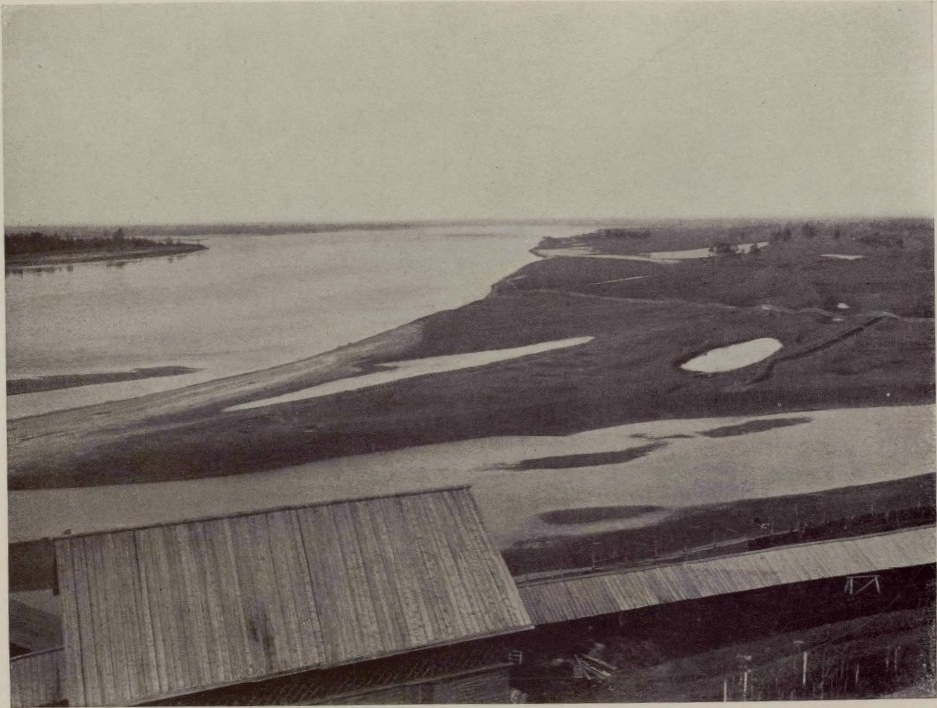
Pohled ze zvonice, rok 1908
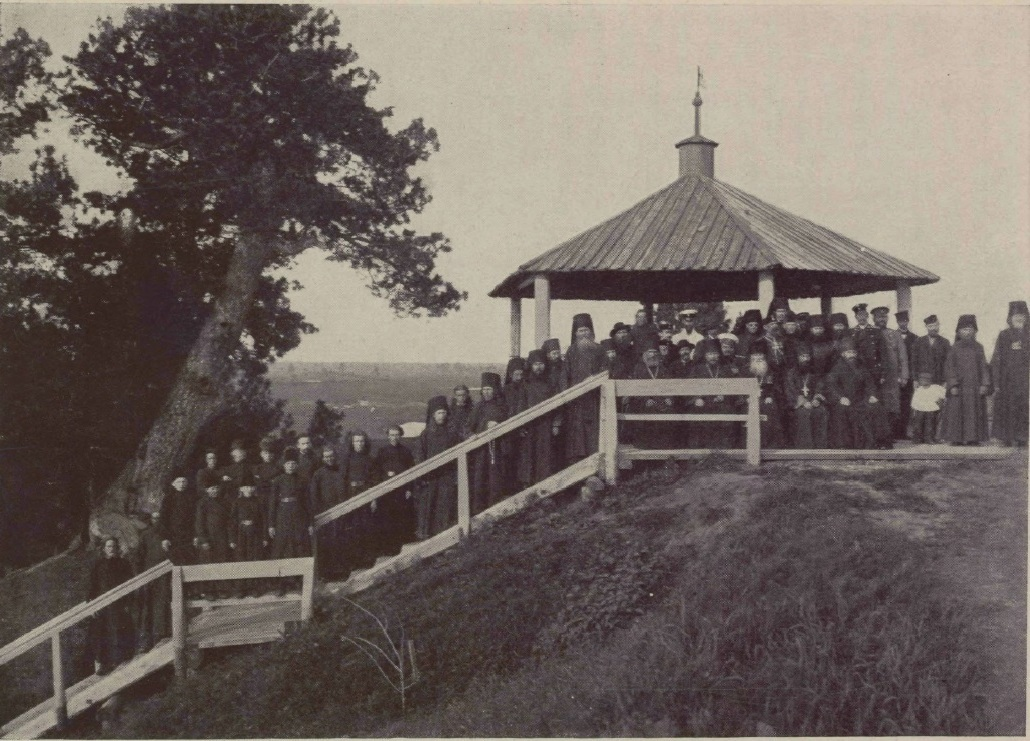
Mniži Korjažemského kláštera v roce 1908. Altán byl postaven v roce 1898 a byl umísteň dva metry západně od kostela[1].
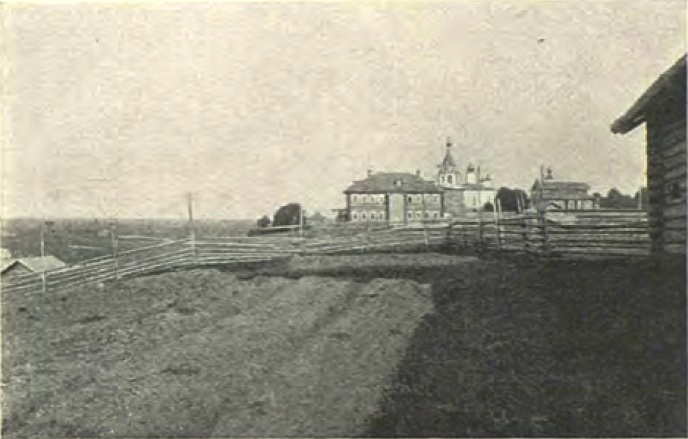
Nikolo-Korjažemský klášter v roce 1908
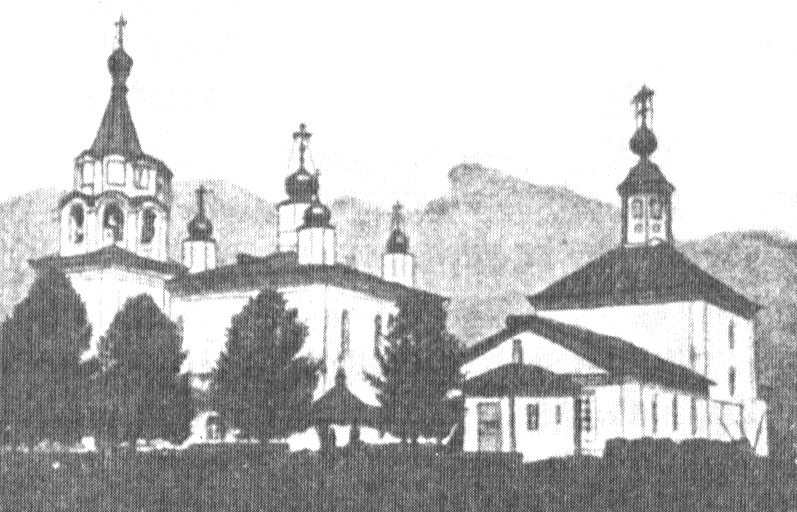
Cedry u kláštera v roce 1909
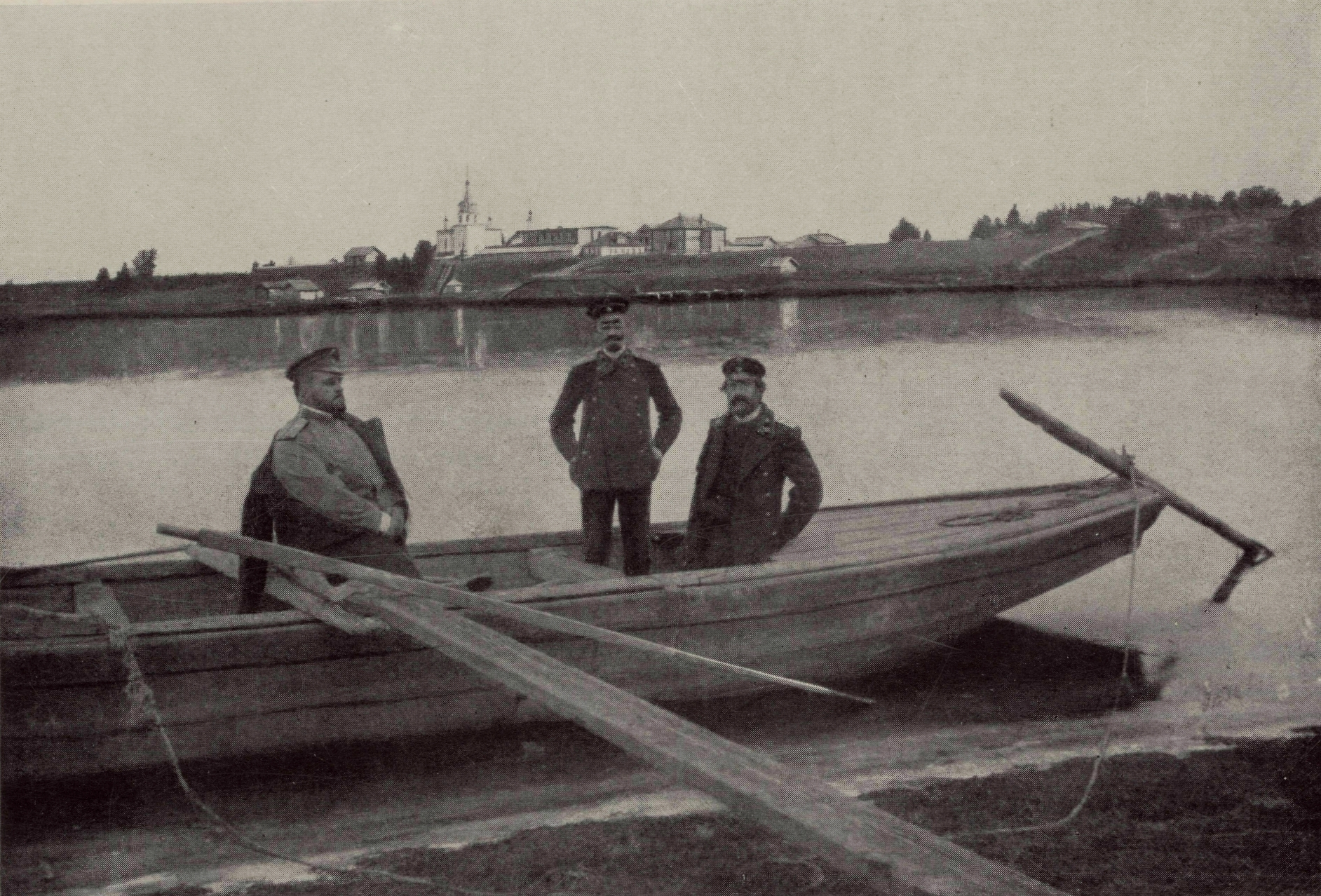
Chvostov, Bezsonov a Šemigonov a za nimi klášter, rok 1909